# ひこねのりお
ひこね のりお（本名：彦根 範夫、1936年12月18日 - ）は日本のアニメーター、イラストレーターである。

## 略歴・作風
東京都生まれ。東京都立江北高等学校卒業、東京芸術大学美術学部工芸科卒業。1959年、東映動画に入社、劇場アニメの『少年猿飛佐助』『西遊記』や、テレビアニメ『狼少年ケン』などの作画に関わる。1965年に東映動画を退社し虫プロダクションに入社、テレビアニメ『ジャングル大帝』などに関わるが1年で退社、1966年にフリーとなる。
永沢まこととともに共同スタジオを開設した後、自身の「ひこねスタジオ」を興す。テレビアニメ、テレビコマーシャルなどのアニメーターとして仕事のほか、キャラクターデザインも数多く手がけ、広告などマルチメディアに使用されている。
その作品は漫画然とした太い描線と擬人化された動物たち、3 - 5頭身の親しみやすいキャラクターで描かれ、「カールおじさん」（明治製菓〈現：明治〉）や「パピプペンギンズ」（サントリー他）など、CMを離れて独立したキャラクターとして支持されるものも多い。

## 作品

### 東映動画時代
- わんぱく王子の大蛇退治（作画）
- ガリバーの宇宙旅行（作画）
- わんわん忠臣蔵（原画)
- どうぶつ宝島（原画)
- 狼少年ケン（作画監督）
- 風のフジ丸（作画監督）
- まんがイソップ物語（演出）

### 虫プロ時代
- ジャングル大帝（原画、演出{第50話}）
- 悟空の大冒険（演出） ※第18話、第36話
- リボンの騎士（演出） ※第47話
- どろろ（演出） ※第12話

### フリー時代
- かみなり坊やピッカリ・ビー
- ファイトだ!!ピュー太（演出・EDコンテおよび、演出）
- 天才バカボン（コンテ）
- 九尾の狐と飛丸（原画）

### テレビアニメ
- ひらけ!ポンキッキ（フジテレビ）
  - 『ガチョウの物語』（歌:チェッカーズ）※鈴木欽一郎との共同製作
- プチプチ・アニメ（NHK）
  - パニポニ
- まんが日本昔ばなし（毎日放送）
  - 『こぶとり爺さん』
  - 『かちかち山』
  - 『しょじょ寺の狸ばやし』
  - 『古屋のもり』
  - 『金太郎』
  - 『地獄のあばれもの』
- キリンのものしり館（毎日放送）
- まんがイソップ物語

### みんなのうた
- ◆は5分間1曲枠の楽曲。
- 1.ポンタ物語 / 藤村俊二（1977年10月・11月放送）
- 2.赤鬼と青鬼のタンゴ / 尾藤イサオ（1977年12月・1978年1月放送）
- 3.さびしがりやさん こんにちは / クニ河内、フィーリングフリー（1978年4月・5月放送）
- 4.ひとりぼっちの歌 / クニ河内（1984年6月・7月放送）
- 5.わらしのうた / 山﨑バニラ（2010年10月・11月放送）

### CM（主なキャラクター）
- サントリー・KDDI・キンカン（パピプペンギンズ）
- 明治
  - カール おらが村 （カールおじさん）
  - きのこの山 たけのこの里（ぶた坊、たぬ坊、うさっぺ、さる坊）
  - アポロ、パルコお天気カレンダー（ケロ太）
  - イソジン→明治うがい薬→健栄うがい薬（カバくん）
- サントリー サントリータコハイ（タコハイボーイ）
- コスモ石油（ミニベアー）
- 住友信託銀行（しんたくん）
- 餃子の王将（OH-WENS）
- セイコー（ドレミロソレミロ）
- アビバジャパン（アビ婆）
- 日立製作所 白くまくん（風太・はるか）[2]
- サントリーエード E.T.グラスプレゼント（本人出演、1983年）

### 映画
- ペンギンズ・メモリー 幸福物語（監督）
  - パピプペンギンズが登場する「サントリービール」のCMが松田聖子の主題歌とともにヒットしたことから、その作品世界をふくらませたオリジナル作品。

### 絵本・本
- あみちゃんとやさいのでんしゃ（PHP研究所） ISBN 4-569-68236-7
- さくら貝の約束（アース出版局） ISBN 4-7952-9828-9
- ガチョウの物語（フジテレビ出版） ISBN 4-594-00249-8
- おにのつのなんではえた（くもん出版） ISBN 4-87576-314-X
- キャラクターあれこれ図鑑（平凡社）ISBN 978-4582635256

### ゲーム
- 糸井重里のバス釣りNo.1（スーパーファミコン、1997年2月21日発売）　パッケージイラスト・CM画像
- 糸井重里のバス釣りNo.1 決定版！（NINTENDO64、2000年3月31日発売） パッケージイラスト・ゲーム内キャラクターデザイン

### その他
- 歯の衛生週間 公式ポスター（日本歯科医師会） 2012年まで
- Vege & Fru Wonderful（ベジフル・ワンダフル） マスコット「青たろう＆果りん」（やさい・くだもの消費促進協議会） 2023年から